# Kupetrechus gracilis
Kupetrechus gracilis – gatunek chrząszcza z rodziny biegaczowatych i podrodziny Trechinae.

## Taksonomia
Gatunek został opisany w 2010 roku przez Jamesa Iana Townsenda w 62 tomie Fauna of New Zealand.

## Opis
Ciało długości od 7,2 do 7,7 mm, jasnozłociście brązowe do ciepło rudobrązowego. Głowa silnie wydłużona. Bruzdy czołowe równej głębokości, nie w pełni otaczające obszar oczny. Oczy zredukowane do małego okrągłego obszaru. Żuwaczki ostro spiczaste i długie. Przedostatni człon głaszczków wargowych z 5 szczecinkami. Ząbek bródki z zaokrąglonym wierzchołkiem. Przedplecze dłuższe niż szerokie, a jego przednia krawędź nieco dłuższa niż tylna. Boczne krawędzie z pełnymi, wąskimi bocznymi wyżłobieniami. Tylne kąty tępe. Linia środkowa sięga krawędzi tylnej i przedniej. Pokrywy o międzyrzędach całkiem płaskich, a krawędzi nasadowej skręcającej po skosie w tył, ku ramionom, gdzie zaokrąglona przechodzi w krawędź boczną. Aedeagus samca ścięty, woreczek wewnętrzny z dużym płatem kopulacyjnym i widocznymi chropowatościami w torebce wewnętrznej.

## Występowanie
Gatunek ten jest endemitem Nowej Zelandii, znanym wyłącznie z regionu Nelson na Wyspie Północnej.